# Bazaiges
Bazaiges est une commune française située dans le département de l'Indre, en région Centre-Val de Loire.

## Géographie

### Localisation
La commune est située dans le sud du département, dans la région naturelle du Boischaut Sud.
Les communes limitrophes sont : Baraize (2 km), Celon (3 km), Ceaulmont (4 km), Vigoux (4 km), Éguzon-Chantôme (7 km) et Parnac (9 km).
Les communes chefs-lieux et préfectorales sont : Argenton-sur-Creuse (10 km), La Châtre (36 km), Châteauroux (37 km), Le Blanc (39 km) et Issoudun (61 km).

### Hameaux et lieux-dits
Les hameaux et lieux-dits de la commune sont : la Ligne, le Petit Vavre, le Grand Vavre, la Varenne et le Breuil.

### Géologie et hydrographie
La commune est classée en zone de sismicité 2, correspondant à une sismicité faible.
Le territoire communal est arrosé par la rivière Abloux, de plus il possède les sources de la rivière Sonne.

### Climat
Pour des articles plus généraux, voir Climat du Centre-Val de Loire et Climat de l'Indre.
En 2010, le climat de la commune est de type climat océanique dégradé des plaines du Centre et du Nord, selon une étude du CNRS s'appuyant sur une série de données couvrant la période 1971-2000. En 2020, Météo-France publie une typologie des climats de la France métropolitaine dans laquelle la commune est exposée à un climat océanique altéré et est dans la région climatique Ouest et nord-ouest du Massif Central, caractérisée par une pluviométrie annuelle de 900 à 1 500 mm, maximale en automne et en hiver.
Pour la période 1971-2000, la température annuelle moyenne est de 11,2 °C, avec une amplitude thermique annuelle de 15,2 °C. Le cumul annuel moyen de précipitations est de 850 mm, avec 11,8 jours de précipitations en janvier et 7,5 jours en juillet. Pour la période 1991-2020, la température moyenne annuelle observée sur la station météorologique de Météo-France la plus proche, « Éguzon », sur la commune d'Éguzon-Chantôme à 7 km à vol d'oiseau, est de 12,1 °C et le cumul annuel moyen de précipitations est de 934,4 mm,. Pour l'avenir, les paramètres climatiques de la commune estimés pour 2050 selon différents scénarios d'émission de gaz à effet de serre sont consultables sur un site dédié publié par Météo-France en novembre 2022.

### Voies de communication et transports
Le territoire communal est desservi par les routes départementales : 5, 5C, 5D, 36B, 54G, 72 et 133. L'autoroute la plus proche est l'autoroute A20 (échangeur no 19).
La ligne des Aubrais - Orléans à Montauban-Ville-Bourbon passe par le territoire communal. Les gares ferroviaires les plus proches sont les gares d'Éguzon (8 km) et Argenton-sur-Creuse (13 km).
Bazaiges est desservie par la ligne K du Réseau de mobilité interurbaine.
L'aéroport le plus proche est l'aéroport de Châteauroux-Centre, à 50 km.

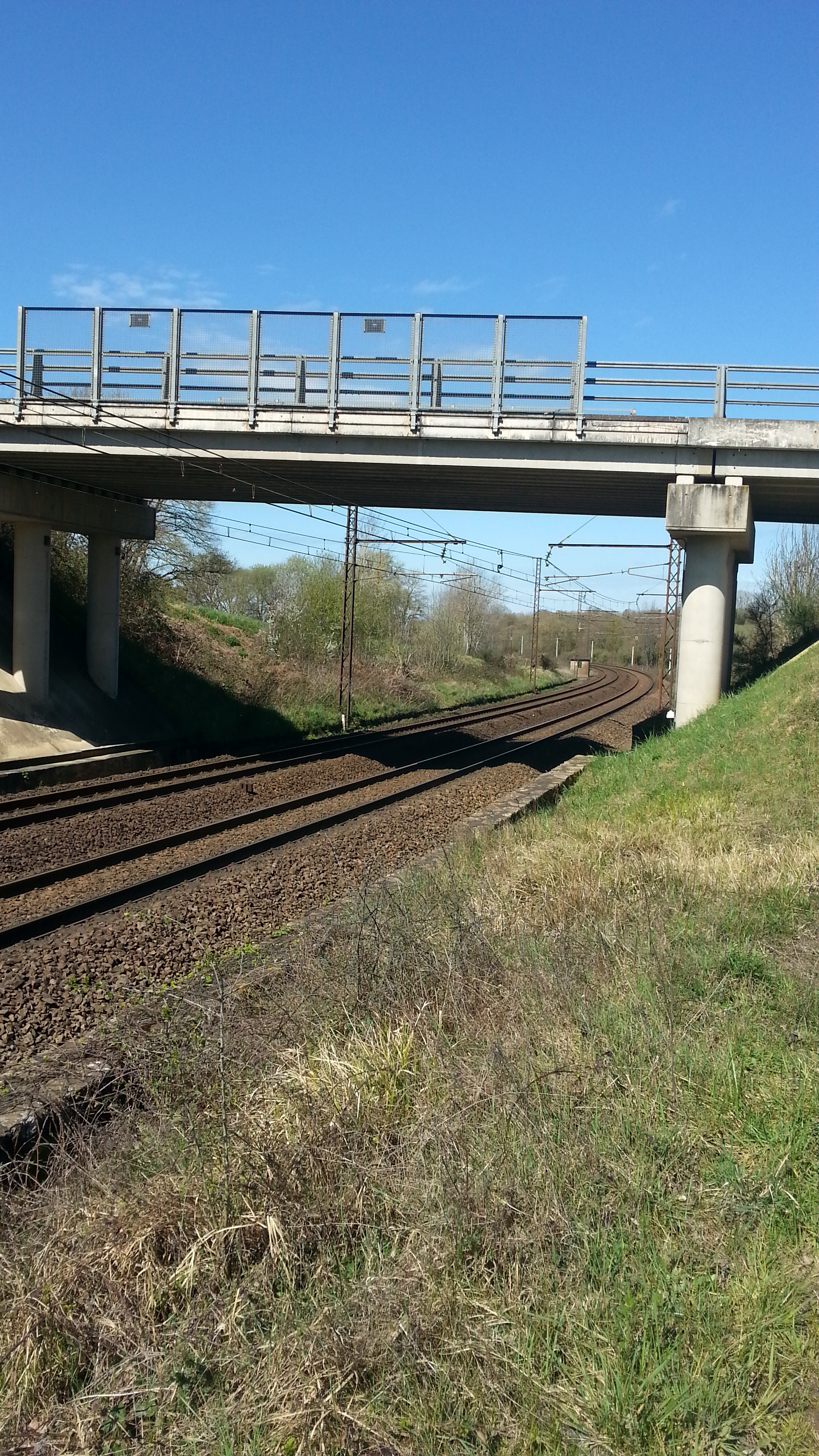
La ligne des Aubrais - Orléans à Montauban-Ville-Bourbon en 2016.

## Urbanisme

### Typologie
Au 1er janvier 2024, Bazaiges est catégorisée commune rurale à habitat très dispersé, selon la nouvelle grille communale de densité à sept niveaux définie par l'Insee en 2022.
Elle est située hors unité urbaine et hors attraction des villes,.

### Occupation des sols
L'occupation des sols de la commune, telle qu'elle ressort de la base de données européenne d’occupation biophysique des sols Corine Land Cover (CLC), est marquée par l'importance des territoires agricoles (87,7 % en 2018), en diminution par rapport à 1990 (90,8 %). La répartition détaillée en 2018 est la suivante : 
prairies (55,3 %), zones agricoles hétérogènes (24,9 %), forêts (10,9 %), terres arables (7,5 %), zones urbanisées (1,4 %). L'évolution de l’occupation des sols de la commune et de ses infrastructures peut être observée sur les différentes représentations cartographiques du territoire : la carte de Cassini (XVIIIe siècle), la carte d'état-major (1820-1866) et les cartes ou photos aériennes de l'IGN pour la période actuelle (1950 à aujourd'hui).

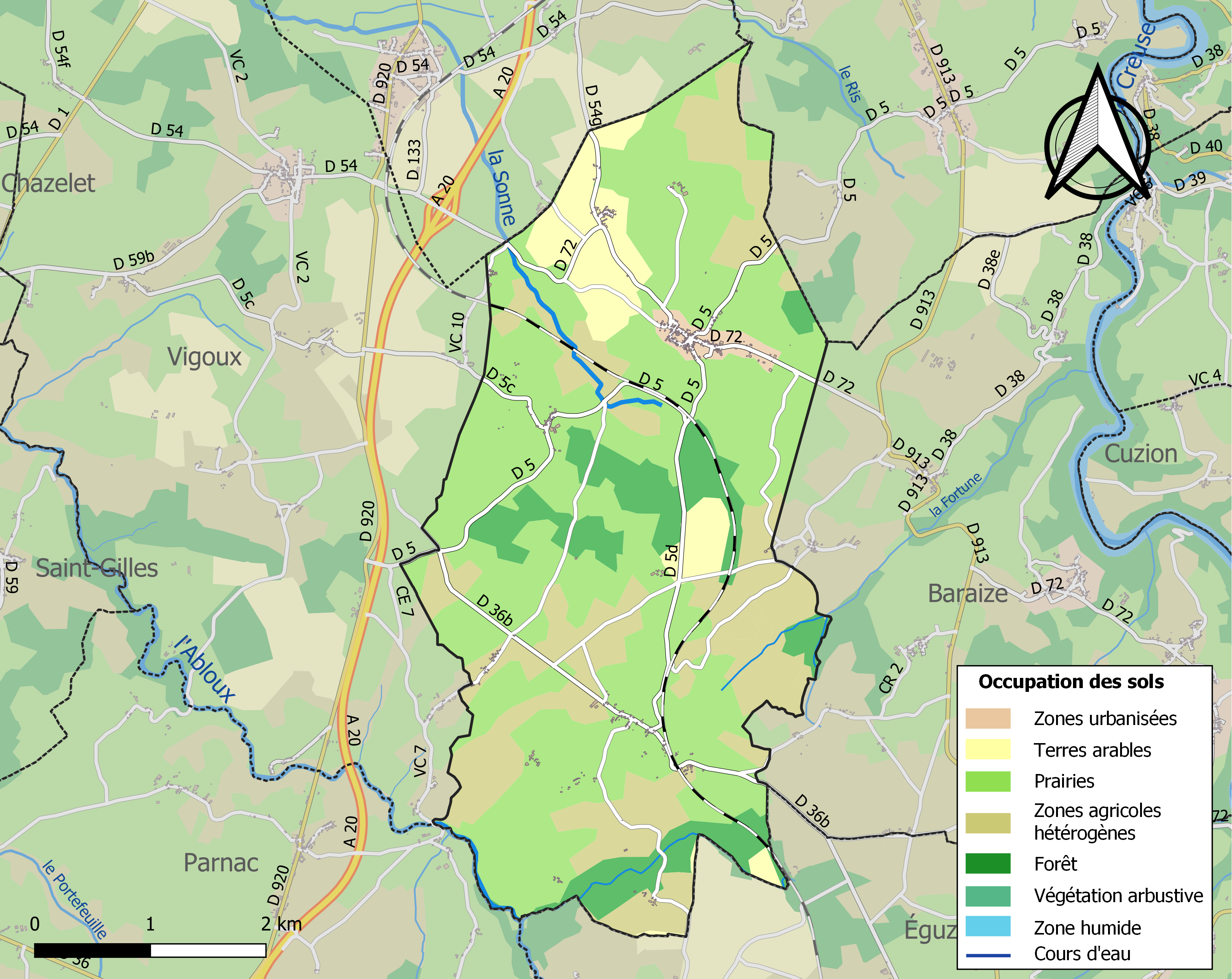
Carte des infrastructures et de l'occupation des sols de la commune en 2018 (CLC).

### Logement
Le tableau ci-dessous présente le détail du secteur des logements de la commune :
| Date du relevé                                              | 2013   | 2015   |
| Nombre total de logements                                   | 180    | 180    |
| Résidences principales                                      | 62,2 % | 61,6 % |
| Résidences secondaires                                      | 22,8 % | 23,1 % |
| Logements vacants                                           | 15 %   | 15,2 % |
| Part des ménages propriétaires de leur résidence principale | 80,4 % | 80,4 % |

### Risques majeurs
Le territoire de la commune de Bazaiges est vulnérable à différents aléas naturels : météorologiques (tempête, orage, neige, grand froid, canicule ou sécheresse), mouvements de terrains et séisme (sismicité faible). Il est également exposé à un risque particulier : le risque de radon. Un site publié par le BRGM permet d'évaluer simplement et rapidement les risques d'un bien localisé soit par son adresse soit par le numéro de sa parcelle.

#### Risques naturels

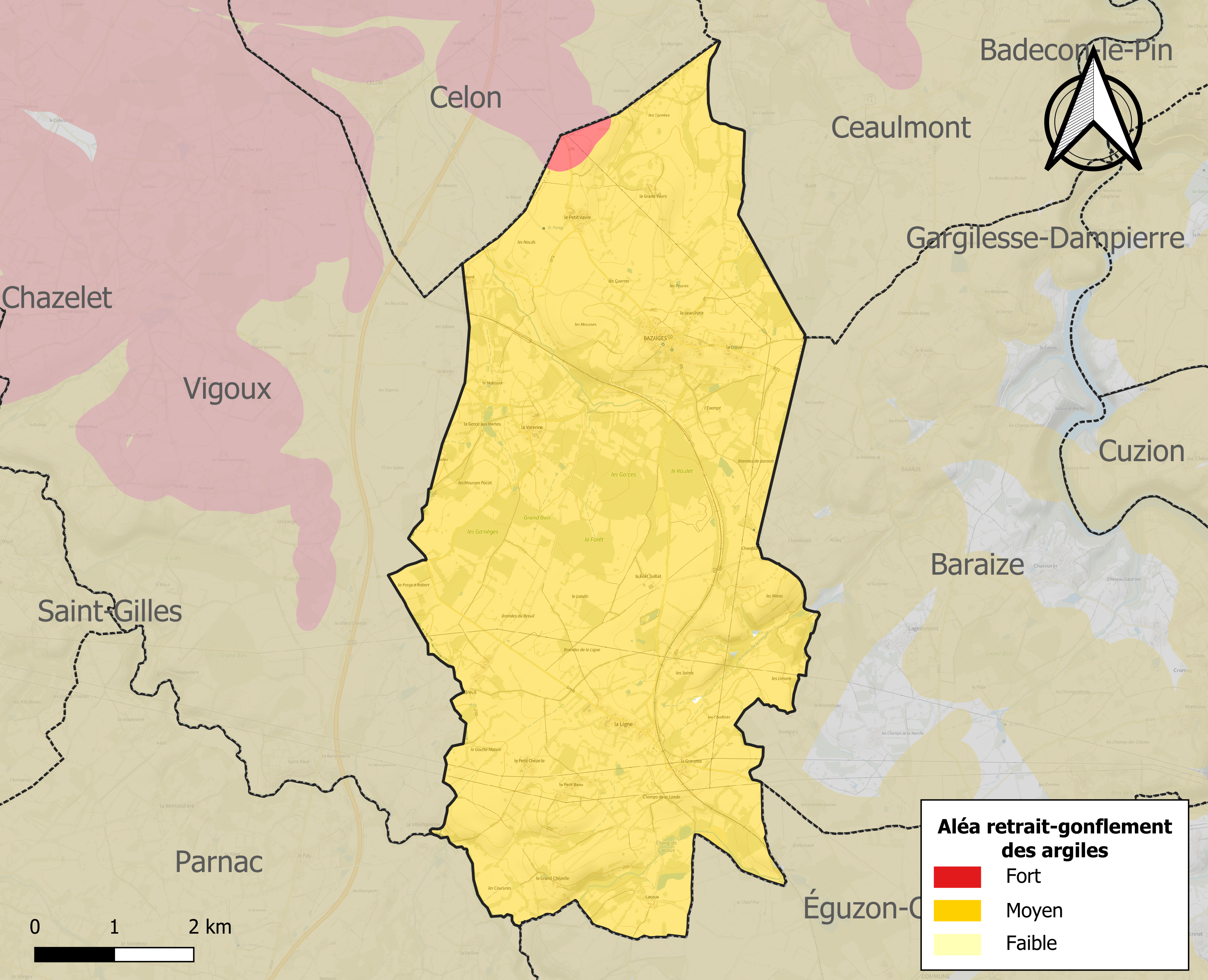
Carte des zones d'aléa retrait-gonflement des sols argileux de Bazaiges.

Les mouvements de terrains susceptibles de se produire sur la commune sont des tassements différentiels.
Le retrait-gonflement des sols argileux est susceptible d'engendrer des dommages importants aux bâtiments en cas d’alternance de périodes de sécheresse et de pluie. La totalité de la commune est en aléa moyen ou fort (84,7 % au niveau départemental et 48,5 % au niveau national). Sur les 199 bâtiments dénombrés sur la commune en 2019, 199 sont en aléa moyen ou fort, soit 100 %, à comparer aux 86 % au niveau départemental et 54 % au niveau national. Une cartographie de l'exposition du territoire national au retrait gonflement des sols argileux est disponible sur le site du BRGM,.
Concernant les mouvements de terrains, la commune a été reconnue en état de catastrophe naturelle au titre des dommages causés par la sécheresse en 1996, 2009, 2018 et 2019 et par des mouvements de terrain en 1983 et 1999.

#### Risque particulier
Dans plusieurs parties du territoire national, le radon, accumulé dans certains logements ou autres locaux, peut constituer une source significative d’exposition de la population aux rayonnements ionisants. Toutes les communes du département sont concernées par le risque radon à un niveau plus ou moins élevé. Selon la classification de 2018, la commune de Bazaiges est classée en zone 2, à savoir zone à potentiel radon faible mais sur lesquelles des facteurs géologiques particuliers peuvent faciliter le transfert du radon vers les bâtiments.

## Toponymie
Le nom de la commune est attesté sous les formes Baseajes en 1200, Ecclesia de Besselgia en 1212, Bazavias en 1273, de Bazaiges aux Taupins en 1486, Beseges en 1547, et de Besagiis en 1648.
Le toponyme est un dérivé du latin basilica, désignant une église.
Ses habitants sont appelés les Bazaigeois.

## Histoire
Au début du XXe siècle, la commune comptait, pour le moins, une fabrique de cuviers en terre cuite. Vers 1910, ces poteries ont complètement disparu avec l’apparition des lessiveuses, mais on peut en contempler quelques exemplaires au musée de Guéret
Le 3 août 1944, la Résistance monte à la Croix de la Jette une embuscade contre une unité de la garnison allemande du barrage d'Eguzon. L'opération fait 18 morts et 5 blessés, détruisant toute l'unité.
La commune fut rattachée de 1973 à 2015 au canton d'Éguzon-Chantôme et du 1er janvier 2006 au 31 décembre 2016 à la communauté de communes du pays d'Éguzon - Val de Creuse.

## Politique et administration
La commune dépend de l'arrondissement de Châteauroux, du canton d'Argenton-sur-Creuse, de la deuxième circonscription de l'Indre et de la communauté de communes Éguzon - Argenton - Vallée de la Creuse.
| Période                                  | Période   | Identité           | Étiquette | Qualité  |
| ---------------------------------------- | --------- | ------------------ | --------- | -------- |
| mars 2001                                | mars 2008 | Jean-Pierre Aubray | ?         | ?        |
| mars 2008                                | mars 2014 | Bernard Lelong     | ?         | Retraité |
| mars 2014                                | En cours  | Isabelle Portrait  | DVG       | Employée |
| Les données manquantes sont à compléter. |           |                    |           |          |

## Population et société

### Démographie
L'évolution du nombre d'habitants est connue à travers les recensements de la population effectués dans la commune depuis 1793. Pour les communes de moins de 10 000 habitants, une enquête de recensement portant sur toute la population est réalisée tous les cinq ans, les populations de référence des années intermédiaires étant quant à elles estimées par interpolation ou extrapolation. Pour la commune, le premier recensement exhaustif entrant dans le cadre du nouveau dispositif a été réalisé en 2008.

En 2022, la commune comptait 213 habitants, en évolution de +1,43 % par rapport à 2016 (Indre : −3 %, France hors Mayotte : +2,11 %).
| 1793 | 1800 | 1806 | 1821 | 1831 | 1836 | 1841 | 1846 | 1851 |
| ---- | ---- | ---- | ---- | ---- | ---- | ---- | ---- | ---- |
| 490  | 401  | 384  | 505  | 564  | 582  | 561  | 605  | 608  |

| 1856 | 1861 | 1866 | 1872 | 1876 | 1881 | 1886 | 1891 | 1896 |
| ---- | ---- | ---- | ---- | ---- | ---- | ---- | ---- | ---- |
| 570  | 554  | 545  | 576  | 617  | 621  | 676  | 697  | 675  |

| 1901 | 1906 | 1911 | 1921 | 1926 | 1931 | 1936 | 1946 | 1954 |
| ---- | ---- | ---- | ---- | ---- | ---- | ---- | ---- | ---- |
| 712  | 703  | 693  | 601  | 588  | 528  | 522  | 508  | 476  |

| 1962 | 1968 | 1975 | 1982 | 1990 | 1999 | 2006 | 2008 | 2013 |
| ---- | ---- | ---- | ---- | ---- | ---- | ---- | ---- | ---- |
| 426  | 382  | 334  | 306  | 244  | 230  | 232  | 233  | 217  |

| 2018 | 2022 | - | - | - | - | - | - | - |
| ---- | ---- | - | - | - | - | - | - | - |
| 200  | 213  | - | - | - | - | - | - | - |

### Enseignement
La commune ne possède pas de lieu d'enseignement.

### Manifestations culturelles et festivités
Chaque année durant le premier weekend d'août, la famille Bertolotti, éminente famille de propriétaires et médecins bazegeoise, y organise une célébration ouverte aux habitants.
Cette célébration basée sur les arts culinaires et le sacrifice rituel d'ovins issus du cheptel local, fait la part belle aux mélanges de saveurs, aux grands crus et à la culture carabine.

### Médias
La commune est couverte par les médias suivants : La Nouvelle République du Centre-Ouest, Le Berry républicain, L'Écho - La Marseillaise, La Bouinotte, Le Petit Berrichon, L'Écho du Berry, France 3 Centre-Val de Loire, Berry Issoudun Première, Vibration, Forum, France Bleu Berry et RCF en Berry.

## Économie
La commune se situe dans la zone d’emploi de Châteauroux et dans le bassin de vie d’Argenton-sur-Creuse.

### Revenus de la population et fiscalité
Le nombre de ménages fiscaux en 2013 était de 112 et la  médiane du revenu disponible par unité de consommation  de 17 712 €.

### Emploi
En 2014, le nombre total d’emploi au lieu de travail était de 43.
Le taux d’activité de la population âgée de 15 à 64 ans s'élevait à  74,8% contre un taux de chômage de 11,2%.

### Entreprises et commerces
En 2015, le nombre d’établissements actifs était de 16 dont 6 dans l’agriculture-sylviculture-pêche, 1 dans l'industrie, 8 dans le commerce-transports-services divers et 1 était relatif au secteur administratif.
Cette même année, il n‘y a pas eu de création d‘entreprise.

## Culture locale et patrimoine
- Église
- Monument aux morts